# Richard Lester
Richard Lester Liebman (Filadélfia, 19 de janeiro de 1932), também conhecido como Dick Lester, é um cineasta estadunidense. Ele é conhecido por seus trabalhos com a banda britânica The Beatles na década de 1960 e pelos filmes Superman II e Superman III na década de 1980.
Lester é membro honorário da London Film School. Recebeu, em 1984, o Michael Jackson Video Vanguard Award, junto dos Beatles, por "inventarem o videoclipe".

## Começo na televisão
Lester foi uma criança prodígio, tendo ingressado na Universidade da Pensilvânia com quinze anos. Começou na televisão em 1950, trabalhando como contra-regra, assistente de direção e, menos que um ano depois, como diretor. Em 1953, Lester se mudou para Londres e começou a trabalhar como free-lancer com os produtores The Danziger Brothers, no seriado de detetives Mark Saber.
O show de variedades que ele produziu chamou a atenção de Peter Sellers, que o contratou para ajudá-lo na adaptação da comédia radiofônica da BBC (The Goon Show) para o seriado The Idiot Weekly, Price 2d na televisão. Foi um sucesso, seguido dos shows A Show Called Fred e Son of Fred.

## Sua carreira
O curta-metragem The Running Jumping & Standing Still Film feito com Spike Milligan e Peter Sellers era o favorito dos Beatles, especialmente de John Lennon. Quando a banda foi contratada para fazer um filme, ela escolheu Richard Lester de uma lista de possíveis diretores em 1964. A Hard Day's Night mostrava uma versao exagerada e simplista da banda de rock e se tornou uma excelente peca de marketing. Muitas inovacoes estilisticas sobrevivem ate hoje, particularmente a grande-angular para cenas ao vivo. Lester foi considerado pela MTV como "pai do Video Clip.
Lester dirigiu o segundo filme dos Beatles Help! em 1965. Continuou sua carreira dirigindo vários filmes relacionados ao movimento Swinging Sixties, incluindo as comédias The Knack…And How to Get It (1965), que ganhou a Palma de Ouro no Festival de Cannes e Petulia (1965), assim como o sombriamente surreal How I Won the War, filme anti-belicista de 1967 estrelado por John Lennon. Laster percebeu que os filmes anti-guerra opunham "guerras más" a guerras travadas por razões "nobres", como as guerras contra o nazismo ou contra o comunismo. Ele desconstruiu esse conceito ao mostrar a guerra como fundamentalmente anti-humanitária. Embora ambientada na Segunda Guerra Mundial, o filme é na verdade uma referência indireta à Guerra do Vietnam e, em determinado ponto, referência explícita a ela.
Nos anos 1970, Lester dirigiu uma ampla gama de filmes, incluindo os fracassados Juggernaut (1974), Robin and Marian (1976), com Sean Connery e Audrey Hepburn e o romance de época Cuba (1979), também com Connery. O maior sucesso comercial nesse período foram The Three Musketeers (1973) e, na sequência, The Four Musketeers (1974). Esses filmes foram alvo de controvérsias, pois os produtores Alexander Salkind e Ilya Salkind decidiram fazer as duas versões depois das filmagens realizadas. Parte da equipe processou os Salkinds, alegando que foram contratatados para apenas um filme.[carece de fontes?]

## Final do século XX
Em 1988, Lester reuniu o elenco dos Musketeers para filmar um terceiro episódio, The Return of the Musketeers. No entanto, durante filmagens na Espanha, o ator Roy Kinnear, um amigo próximo, morreu ao cair de um cavalo. Lester concluiu o filme e parou de dirigir filmes. Somente voltou a trabalhar dirigindo o filme Get Back para o amigo Paul McCartney, em 1991.
Em 1993, ele apresentou Hollywood UK, um seriado de cinco episódios sobre o cinema britânico nos anos 60 para a BBC.
Recentemente, o diretor Steven Soderbergh tem sido um dos muitos a defender uma reavaliação do trabalho e da influência da filmografia de Richard Lester. Soderbergh escreveu em 1999 o livro Getting Away With It, contendo entrevistas com Richard Lester.

## Vida pessoal
No livro Getting Away with it, realizado por Soderbergh, Lester revela-se ateísta e discute as proposições de Richard Dawkins.